# Resnični in lažni
Resnični in lažni (italijansko Il vero e il falso) je italijanska kriminalno-drama iz leta 1972, ki jo je napisal in režiral Eriprando Visconti.

## Zgodba
V Latini, 100 kilometrov od Rima, naj bi Luisa Santini umorila moževo ljubimko Normo Zeitzler. Obtožena zatrjuje, da je nedolžna, a dokazi govorijo proti njej. Tožilec Turrisi v tem primeru vidi možnost napredovanja v Rim in skrbi, da bo postopek potekal v veliki naglici. O Santinijevi krivdi dvomi le mladi in neizkušeni zagovornik Marco Manin. Turrisi na koncu zmaga obsodilno sodbo in je napredoval. Luisa Santini je zaradi uboja obsojena na deset let zapora. Marco Manin nato zaradi razočaranja nad sodstvom preide iz kazenskega v civilno pravo.
Luisa Santini bo zaradi dobrega vedenja imela tri leta prostosti, tako da bo po sedmih letih izpuščena. Manin, ki se očitno tudi romantično zanima za Santinija, jo pobere iz zapora in ji pomaga pri prvih korakih na svobodi. Določi tudi trenutni naslov njenega moža, ki medtem živi z novim ljubimcem v Rimu. Ko Santini obišče moža, vidi, da je domnevna nova ljubimka Norma Zeitzler, zaradi umora katere je bila obsojena. V slepem jezu ubije žensko in nato vztraja, da je ni več mogoče preganjati, ker je kazen že odslužila. Kljub temu ji bodo ponovno sodili.
Odvetnik Manin se nato odloči zagovarjati Luiso Santini in tudi ponovno odpreti stari postopek, Turrisi spet nastopa kot državni tožilec.

## Vloge
- Terence Hill kot Marco Manin
- Paola Pitagora kot Luisa Santini
- Martin Balsam kot Lawyer Turrisi
- Adalberto Maria Merli kot Claudio Santini
- Shirley Corrigan kot Norma Zeitzler
- Maria Teresa Albani kot Adalgisa Alberti
- Vittorio Sanipoli kot General Attorney
- Esmeralda Ruspoli kot Giulia Turrisi
- Piero Gerlini kot Predsednik sojenja
- Ettore Geri kot De Vecchi
- Enzo Robutti kot Manca
- Bianca Doria kot Witness
- Pietro Tordi kot Uradnik karabinjerjev
- Luigi Montini kot Policijski nadzornik
- Calisto Calisti kot Upravljavec bencinske črpalke